# انارک (ایلام)
انارک، روستایی است از توابع بخش چوار شهرستان ایلام در استان ایلام ایران.

## جمعیت
این روستا در دهستان ارکوازی قرار داشته و براساس سرشماری سال ۱۳۸۵جمعیت آن ۱۴۴
نفر (۲۲خانوار) بوده است.